# Injeção intratecal

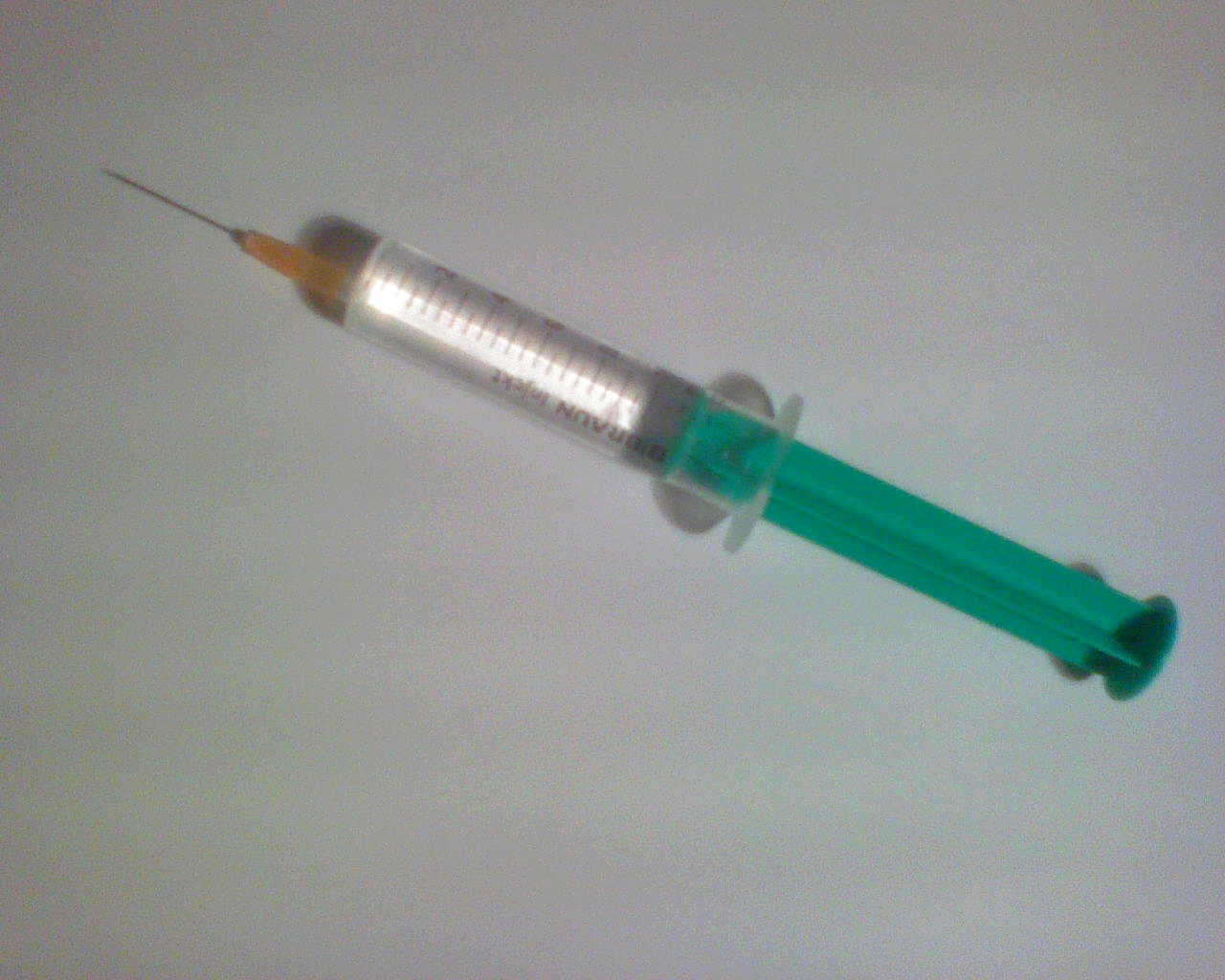
A injeção intratecal atua no sistema nervoso

Injeção intratecal, via intratecal ou via subaracnóidea, é uma via de administração que consiste na injeção de substâncias no canal raquideano, diretamente no espaço subaracnoide, evitando assim a barreira hematoencefálica atuando assim no sistema nervoso. É usada apenas caso não haja outras vias disponíveis por ser muito dolorosa.
Por exemplo, uma injeção na coluna vertebral de pacientes com dor neuropática e dor neurogênica crônica. Muito usada no tratamento de câncer como as leucemias.
Anestesia regional pode ser produzida por esta via, por exemplo usando-se bupivacaína. Baclofeno é utilizado em espasmos incapacitantes, para evitar os efeitos adversos.